# Ready at Dawn Studios
Ready at Dawn Studios est un studio américain de développement de jeux vidéo fondé en 2003 à Irvine en Californie.

## Historique
Ready at Dawn Studios est fondé en 2003 par le Français Didier Malenfant, un ancien responsable de chez Naughty Dog, ainsi que l'Italien Andrea Pessino et le Suisse Ru Weerasuriya, deux anciens membres de Blizzard Entertainment.
Le premier jeu de la compagnie, Daxter, voit le jour en 2006 sur PlayStation Portable. Le titre fait partie de la série Jak and Daxter, il est bien accueilli par la critique et les joueurs.
En 2007, Ready at Dawn Studios annonce le développement de Chains of Olympus, premier épisode de la série God of War destiné à la PlayStation Portable. Après un portage sur Wii du titre Ōkami de Clover Studio, le studio américain développe God of War: Ghost of Sparta, sa dernière production sur PlayStation Portable.
En février 2015 sort The Order 1886, un titre plus ambitieux pour le studio américain.
En juin 2020, Facebook (via sa société Oculus spécialisée dans les jeux vidéo en réalité-virtuelle) annonce le rachat du studio. Tout le personnel de Ready At Dawn sera incorporée à Oculus Studios 
En août 2024, Meta annonce la fermeture du studio.

## Jeux développés
| Titre                          | Date de sortie    | Plates-formes                              | Notation Metacritic |
| ------------------------------ | ----------------- | ------------------------------------------ | ------------------- |
| Daxter                         | 20 avril 2006     | PlayStation Portable                       | 85/100              |
| God of War: Chains of Olympus  | 28 mars 2008      | PlayStation Portable                       | 91/100              |
| Ōkami                          | 12 juin 2008      | Wii                                        | 90/100              |
| God of War: Ghost of Sparta    | 3 novembre 2010   | PlayStation Portable                       | 86/100              |
| God of War Collection Volume 2 | 14 septembre 2011 | PlayStation 3                              | 85/100              |
| The Order: 1886                | 20 février 2015   | PlayStation 4                              | 65/100              |
| Deformers                      | 21 avril 2017     | PlayStation 4, Microsoft Windows, Xbox One | 60/100              |
| Lone Echo                      | 20 juillet 2017   | Oculus Rift                                | 89/100              |
| Echo Arena                     | 20 juillet 2017   | Oculus Rift, Oculus Quest, Meta quest 2    | 87/100              |
| Echo Combat                    | 15 novembre 2018  | Oculus Rift                                | aucune              |
| Lone Echo II                   | 2021              | Oculus Rift                                | 78/100              |